# Differentiaaltakel
Een differentiaaltakel (ook wel westontakel of takel van Weston) is een type takel waarmee zware objecten kunnen worden getild met relatief weinig kracht.
De takel bestaat uit een vaste katrol (bovenblok) met twee vast aan elkaar verbonden schijven van verschillende diameters, een losse katrol (onderblok) waaraan de last hangt, en een eindloze ketting.
Daarmee is het mogelijk om met de hand bijvoorbeeld een automotor op te takelen.

## Algemeen
Differentiaaltakels worden onder meer gebruikt in garages voor het takelen van automotoren.
Rond 1890 was dit type takel in Nederland algemeen in gebruik, onder andere in de bouw.
In Fort Vechten bevindt zich een differentiaaltakel in de top van de geschutskoepel, waarmee de kanonnen naar boven werden getakeld.
Bij gebruik van dit soort takels kunnen grote krachten optreden. Een last van 2000 kg is vrij normaal. Om slip te voorkomen wordt een ketting gebruikt en worden voor de bovenste schijven zogenaamde nestenwielen gebruikt, om te voorkomen dat de ketting slipt.

## Werking

Differentiaaltakel.

Veronderstel dat om de grote schijf van het bovenblok 42 kettingschakels passen, en om de kleine 21.
Als door het trekken aan de ketting (bij de rode pijl) de bovenste schijven één omwenteling maken, dan is de ketting daar over een afstand verplaatst die gelijk is aan de omtrek van de grote schijf (2πR, of 42 schakels).
De last gaat dan omhoog: het stuk ketting tussen punten 2 en 4 is verkort met 42 schakels (de omtrek van de grote schijf: 2πR) door het omhooggaan bij 4, en verlengd met 21 schakels (de omtrek van de kleine schijf, πR) door daling bij 2, dus in totaal verkort 21 schakels ofwel met 2π(R – r).
Dat resulteert in een stijging van de last met de helft daarvan, dus over afstand van π(R – r), ofwel 10,5 schakels.
De verhouding tussen s (afstand waarover de ketting getrokken is) en h (stijging van de last) is dus 2R / (R – r).
Voor R en r kunnen ook de aantallen schakels worden genomen.
In de illustratie is dat 2 * 20 cm / (20 cm – 10 cm) = 4.
De afstand waarover moet worden getrokken is dus 4 maal de stijging van de last.
Dezelfde verhouding geldt voor gewicht FL en trekkracht FZ, namelijk FZ = FL(R – r)/2R
De kracht waarmee moet worden getrokken bij de rode pijl is dus 1/4 van het gewicht van de last.
Als de bovenste schijven slechts weinig verschillen in diameter dan wordt de verhouding veel hoger.
Bij schijfdiameters van 20 en 19 cm (of 40 en 38 schakels) wordt de verhouding 40.
Om de last dan 10 cm omhoog te krijgen moet de ketting 4 m (40 x 10 cm) over de bovenste schijf worden getrokken.
Hoe kleiner het verschil in diameters A en B, hoe groter de krachtsverhouding, dus hoe zwaarder de last die kan worden getild.
In de praktijk gaat een deel van het krachtvoordeel verloren door wrijving.
Als een kracht F een massa m over een weg s verplaatst, levert deze kracht een energie E = F · s. Een tweemaal zo kleine kracht over een tweemaal zo lange weg levert evenveel energie. Het bovenstaande is dus in overeenstemming met de wet van behoud van energie.